# Robie Creek
Robie Creek – jednostka osadnicza w Stanach Zjednoczonych, w stanie Idaho, w hrabstwie Boise.